# Jüdischer Friedhof (Belecke)

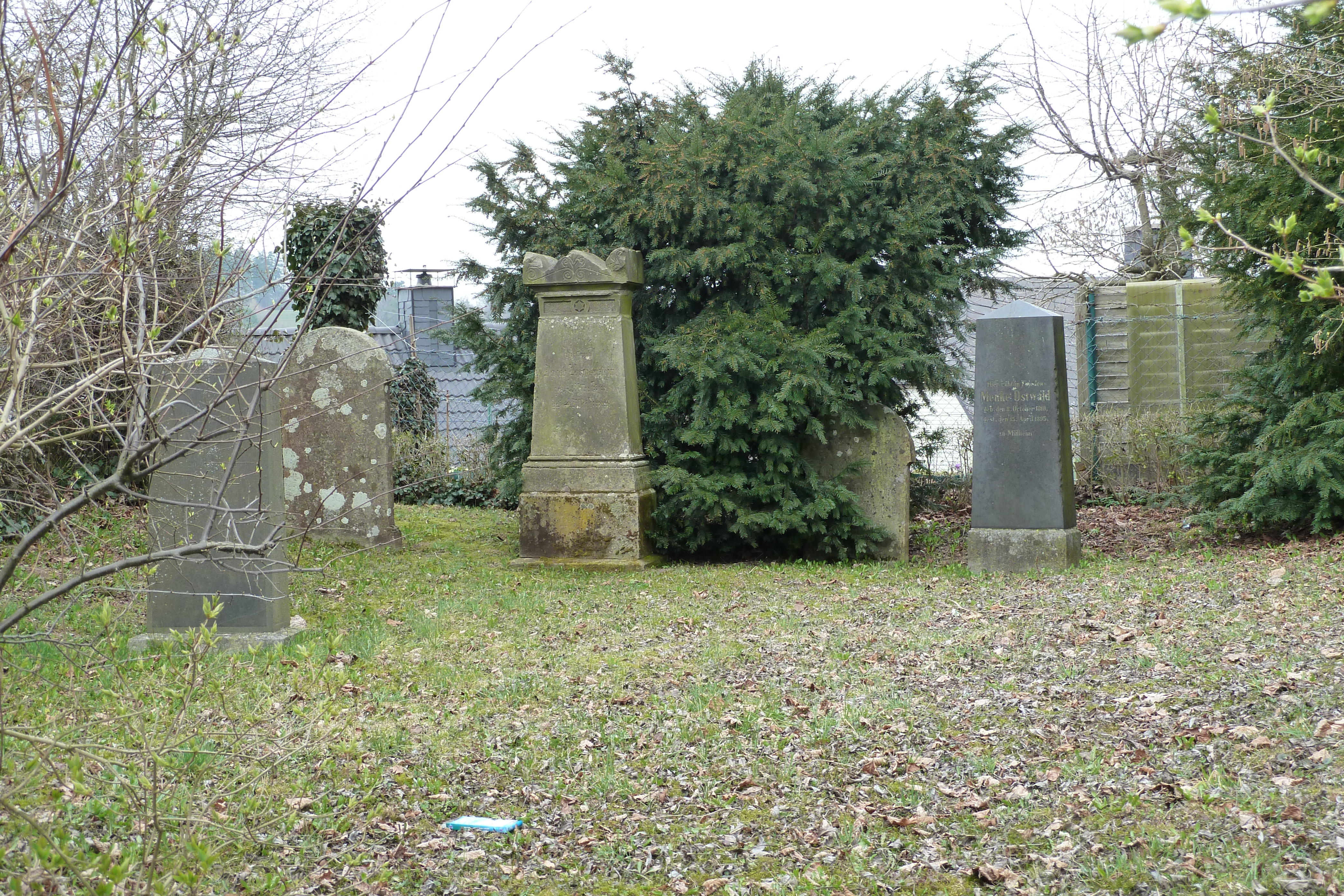
Jüdischer Friedhof Belecke

Der Jüdische Friedhof Belecke ist ein Begräbnisplatz der Juden im Ortsteil Belecke der sauerländischen Stadt Warstein. Er steht unter Denkmalschutz.
Der jüdische Friedhof liegt außerhalb der alten Stadtmauer in der Nähe der Bahnhofstraße und der Wilkestraße auf einer Terrasse. Er wurde im 19. Jahrhundert belegt. Auf ihm sind noch fünf Grabsteine (Mazewot) vorhanden. 